# Charlie et la Chocolaterie (jeu vidéo, 2005)
Pour les articles homonymes, voir Charlie et la Chocolaterie (homonymie).
Charlie et la Chocolaterie (Charlie and the Chocolate Factory) est un jeu vidéo d'action-aventure développé par High Voltage Software et édité par Global Star Software, sorti en 2005 sur Windows, GameCube, PlayStation 2, Xbox et Game Boy Advance.
Il s'agit de l'adaptation du film du même nom, sorti la même année et réalisé par Tim Burton.

## Accueil
- Jeuxvideo.com : 9/20 (PS2/GC)[1] - 6/20 (PC)[2] - 13/20 (GBA)[3]